# Noccaea macrantha
Noccaea macrantha là một loài thực vật có hoa trong họ Cải. Loài này được (Lipsky) F.K. Mey. mô tả khoa học đầu tiên năm 1973.